# Рєзник Ігор Олександрович
І́гор Олекса́ндрович Рє́зник (15 квітня 1918, Катеринослав — 11 квітня 1977, Київ) — український живописець. Член Спілки художників України (нині Національна спілка художників України).

## Біографія
1939 року закінчив Дніпропетровське художнє училище. 1948 року закінчив Київський художній інститут (нині НАОМА — Національна академія образотворчого мистецтва і архітектури). Учень Олексія Шовкуненка, Тетяни Яблонської.

## Творчість
Серед робіт:
- «Петро I на будівництві Воронезької суднобудівної верфі» (1950).
- «До Сибіру» (1964).
- «Сірий день» (1965).
- «Партизани» (1967).
- «На шляхах війни» (1968).
- «Останні сторінки» (1970).
- «Портрет народного художника СРСР Олексія Шовкуненка» (1970).

Від 1949 року брав участь у виставках.
Твори художника зберігаються в художніх музеях України.